# Jeugd Strijkorkest Constantijn
Het Jeugd Strijkorkest Constantijn was een Nederlands strijkorkest actief in de regio Overijssel, Gelderland en Flevoland. Aan het orkest namen strijkers in de leeftijdsgroep van 10 jaar tot 22 jaar deel.
Het orkest werd in 1999 opgericht. Aanvankelijk werd gerepeteerd in De Peperbus, later verhuisden de repetities naar de Reulandzaal – vernoemd naar componist Jacques Reuland, componist en oud-directeur van het conservatorium te Zwolle – in het ArtEZ Conservatorium te Zwolle.
Het repertoire door de jaren heen bestond uit minder bekende werken voor orkest, maar ook bekendere werken als de Winter uit Antonio Vivaldi's De vier jaargetijden en Kamersymfonie nr. 1 van Dmitri Sjostakovitsj (bewerkt door Rudolf Barschai), die in het seizoen 2006/2007 ter gelegenheid van de honderdste geboortedag van Sjostakovitsj werd uitgevoerd.
In de jaren dat het strijkorkest actief was, bouwde het enige reputatie op. Zo spraken componist Daan Manneke, dirigent Jaap van Zweden en burgemeester van Zwolle Henk Jan Meijer met lof over het spel van het orkest.
In 2007 ontstond een scheuring tussen de dirigent en de orkeststichting. In 2008 hield het orkest, dat ook te lijden had onder een tekort aan nieuwe leden, op te bestaan.